# Gare de Souillac
Gare de Souillac – stacja kolejowa w Souillac, w departamencie Lot, w regionie Oksytania, we Francji.
Jest stacją Société nationale des chemins de fer français (SNCF), obsługiwanym przez pociągi Intercités, TER Limousin i TER Midi-Pyrénées